# Heinrich Wild

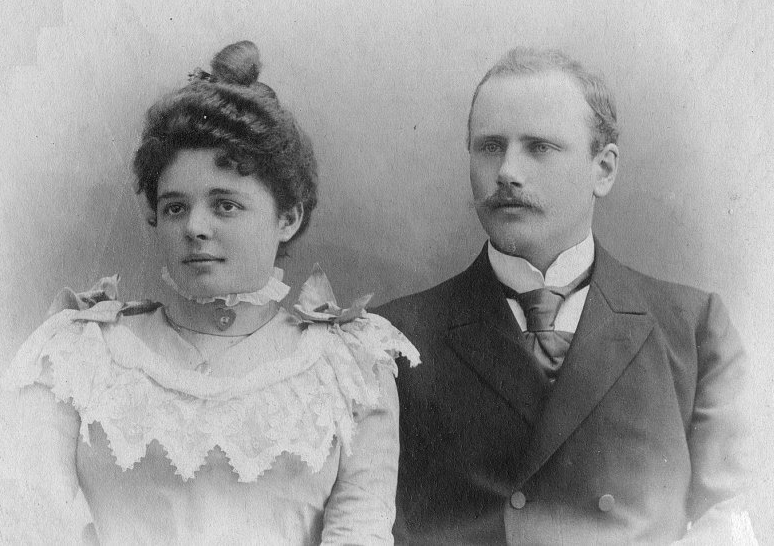
Das Brautpaar Heinrich und Lilly Wild (1900)

Heinrich Wild  (* 15. November 1877 in Mitlödi, Kanton Glarus; † 26. Dezember 1951 in Baden) war ein schweizerischer Geodät, Erfinder und Firmengründer.

## Leben
Mit 15 Jahren trat er in eine praktische Lehre beim damaligen Linthingenieur Legler in Glarus ein (Linthingenieur = Wasserbauingenieur für den Fluss Linth). Er kaufte sich ein kleines Winkelmessinstrument und machte damit nach kurzer Zeit selbständig ausgedehnte Aufnahmen des Laufes der Linth. Später besuchte er die Geometerschule in Winterthur und kam 1899 als Praktikant zur Landestopografie in Bern. Der Direktor dieses Amtes erkannte bald die hervorragende Begabung des jungen Mannes. Im Jahre 1900 wurde er zum Ingenieur III. Klasse dieser Bundesbehörde gewählt. Er betätigte sich als Topograf, Nivelleur und Triangulationsingenieur.
Es bestanden Parallelen zur Tätigkeit von Albert Einstein in Bern: Einstein war als Technischer Experte III. Klasse ab 1902 im Eidgenössischen Patentamt in Bern tätig. Beide heirateten als 23-Jährige und wohnten in Bern. Beide verliessen Bern nach etwa sieben Jahren. Im Jahr 1930 wurden beide von der Eidgenössischen Technischen Hochschule in Zürich (ETHZ) zu Ehrendoktoren ernannt (Doktor honoris causa). Die Basiserfindungen beider aus dem Berner Wunderjahr 1905 sind heute in den modernen weltweit führenden Vermessungssystemen vereint. Während Heinrich Wild in diesem Jahr die Konstruktionsmerkmale seines neuartigen Theodolits als Pflichtenheft festhielt, beschrieb Albert Einstein in seiner mit dem Nobelpreis für Physik 1921 ausgezeichneten Arbeit den Photoeffekt. Die Arbeit von Einstein zur stimulierten Emission ist die Grundlage für die Entwicklung des Lasers, der seit einem halben Jahrhundert mit Wild-Theodoliten für die gleichzeitige Distanzmessung genutzt wird und seit einem guten Jahrzehnt in Kombination mit dem 3-D-Laserscanner für die Gesamterfassung sogenannter Punktwolken. Mit seinen beiden Relativitätstheorien lieferte Einstein 1908 und 1917 auch die Hinweise für die Bestimmung der Korrekturwerte zur Stabilisierung der GPS-Satelliten gegenüber den relativistischen Effekten, sodass die Sicherheit des Gesamtsystems gewährleistet und die Genauigkeit der mit GPS-Technologie kombinierten Wildschen Theodolitsysteme erhöht werden kann.
Wilds Vorfahren stammten aus dem Toggenburg. Es gab Parallelitäten und verwandtschaftliche Beziehungen zu den beiden anderen grossen Persönlichkeiten dieses ostschweizerischen Hochtals: „So wie Huldrych Zwingli die Kirche reformierte und Jost Bürgi unsere Kenntnisse des Himmels, so veränderte Heinrich Wild durch seine Instrumente unser Wissen über die Erde“. Der Vorfahre Claus Wild aus Wildhaus hatte 1539 die aus Alt-St. Johann stammende Anna Zwingli geehelicht, eine Nichte des Reformators. Jost Bürgi (1552–1632) und Heinrich Wild verbindet ausser ihrer gemeinsamen Toggenburger Herkunft die Tatsache, dass sie beide zu ihrer Zeit in Deutschland den Bau der Astronomischen Instrumente – Jost Bürgi im Kasseler Stadtschloss den Metall-Sextanten – und die Konstruktion der Vermessungsgeräte – Heinrich Wild bei Zeiss in Jena Nivelliergeräte und Theodolit – gegenüber den bisherigen Geräten verbesserten und verkleinerten, so dass sie zum weltweiten Branchenstandard wurden.
Infolge seiner Tüchtigkeit wurde Wild dann bis zum Ingenieur I. Klasse befördert. Neben der Verifikation der Waldvermessungen überwies ihm die Direktion die Behandlung instrumenteller Fragen, nachdem man seine hervorragende Begabung auf diesem Gebiete richtig erkannt hatte.
Wild war sicher nicht der einzige Trigonometer, dem an der Bauweise der herkömmlichen Theodolite so manches nicht passte. Bei ihm traf jedoch ein kritischer Verstand in glücklicher Weise mit genialem Erfindergeist zusammen. Aufgrund seiner schlechten Erfahrungen bei der Hochgebirgstriangulation mit einem Theodolit herkömmlicher Bauart versuchte er bereits 1905, einen neuen Theodolit zu konstruieren, der eine von ihm selbst aufgestellte Forderung erfüllte: Bei einfacherem Achssystem mit verdrehbarem Kreis sollten je zwei gegenüberliegende Kreisteile in beiden Lagen des Fernrohres abgelesen werden können, ohne dass der Beobachter seinen Platz vor dem Fernrohr verlassen musste.
1907 trat Wild aus der Landestopografie aus und übersiedelte bald danach nach Jena, um beim Unternehmen Carl Zeiss eine neue Abteilung für den Bau geodätischer Instrumente einzurichten. Er begann mit der Entwicklung von Nivellerinstrumenten. Entsprechend der Abbeschen Weisung „in neue Gebiete der praktischen Optik nur mit solchen Erzeugnissen einzutreten, die, aus unserer eigenen Arbeit hervorgegangen, überhaupt nicht oder nicht in gleicher Art schon von anderen hergestellt waren“, unterschieden sich diese Instrumente deutlich von den bisher üblichen. Zylindrische Stehachse, integrierte Fußschrauben, Innenfokussierung und insbesondere die Koinzidenzlibelle waren revolutionierende Neuerungen. Dem optischen Theodolit gab Wild die im Grundsatz bis heute beibehaltene Form.
Im Jahre 1921 kehrte Wild in die Schweiz zurück und gründete mit Robert Helbling, der ein Vermessungsbüro betrieb, und dem Politiker Jacob Schmidheiny ein eigenes Unternehmen, die Heinrich Wild, Werkstätte für Feinmechanik und Optik, die später in Wild Heerbrugg umbenannt und weltberühmt wurde. Hier entstand neben einer Reihe anderer Vermessungsinstrumente der „Universaltheodolit Wild“ (später bekannt unter dem Namen Wild T2), der „Präzisionstheodolit“ (Wild T3) und der „Stereoautograph Wild“ (Wild A1) für die Luftbildauswertung. Dabei berechnete Wild neue Objektive, die einen großen Fortschritt darstellten. Er führte die optischen Berechnungen nach einer eigenen Methode durch, die es ihm erlaubte, Korrekturen bedeutend weiter zu treiben als dies bisher der Fall gewesen war.
Es mag vielleicht typisch für den Erfinder Wild sein, dass er sich um die wirtschaftlichen Dinge seines Betriebes wenig kümmerte, auf diesem Gebiete vielmehr ganz auf die Unterstützung seiner Mitinhaber angewiesen war. Diese Entwicklung fand ihren konsequenten Höhepunkt, als er 1932 sogar aus seinem eigenen Unternehmen ausschied, um sich als freischaffender Konstrukteur und Erfinder frei vom steten Druck eines Produktionsbetriebes betätigen zu können.
Bis zu seinem Tod am 26. Dezember 1951 konstruierte er für die frühere Konkurrenzfirma Kern & Co. AG, Aarau unter anderem die legendären Theodolite DK1, DKM1, DM2 und DKM2 – erstmals mit Kugellager-Stehachse und Doppelkreis – und den Vorgänger des DKM3. Seit 1960 trägt der Wild Spur, ein Gebirgskamm in der Antarktis, seinen Namen.

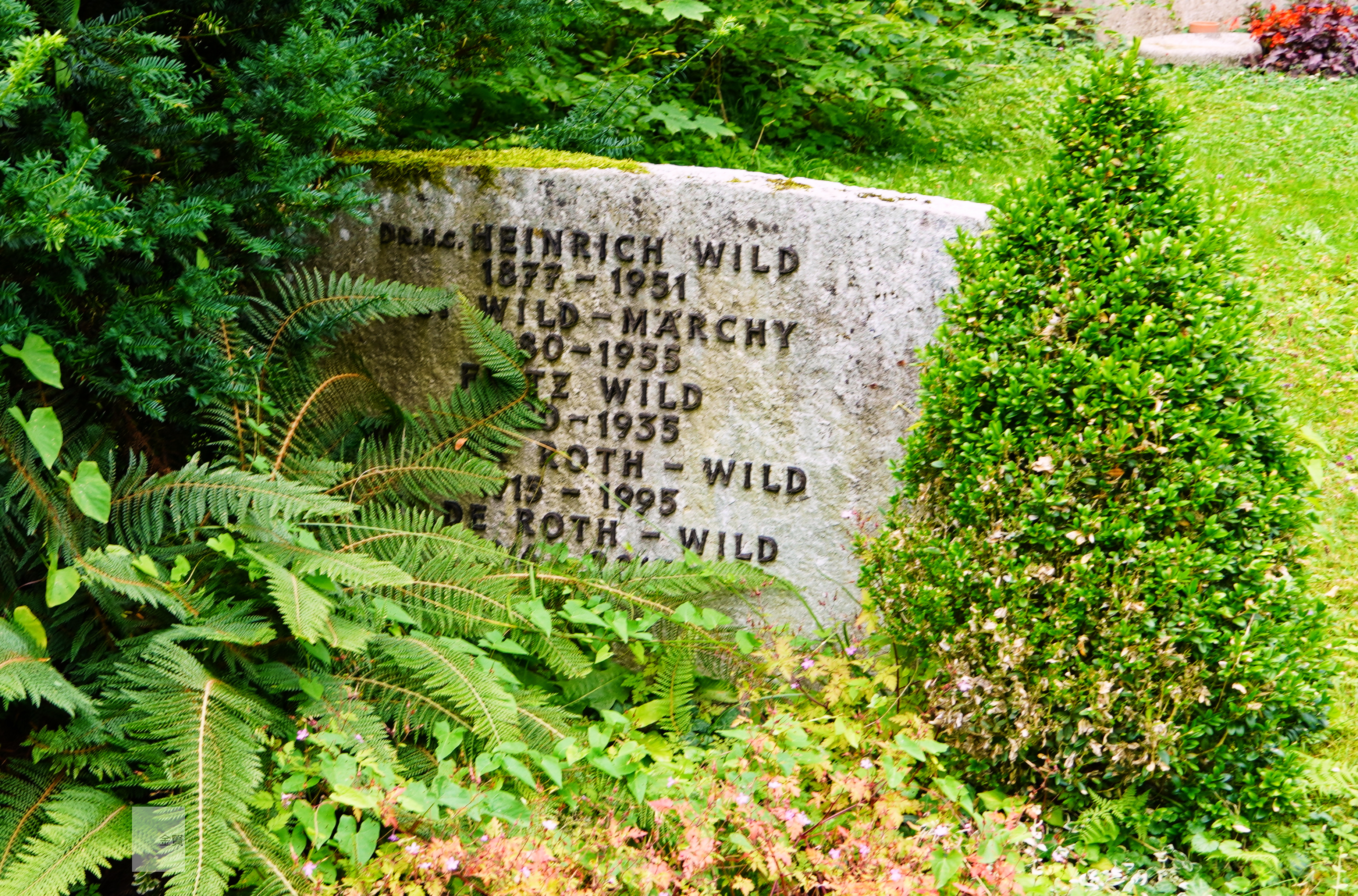
Familiengrab Wild-Märchy in Baden AG

Wild war mit Lily Märchy (1880–1955) verheiratet. Beide wurden im Familiengrab auf dem Friedhof Liebenfels in Baden AG beigesetzt.

## Werk

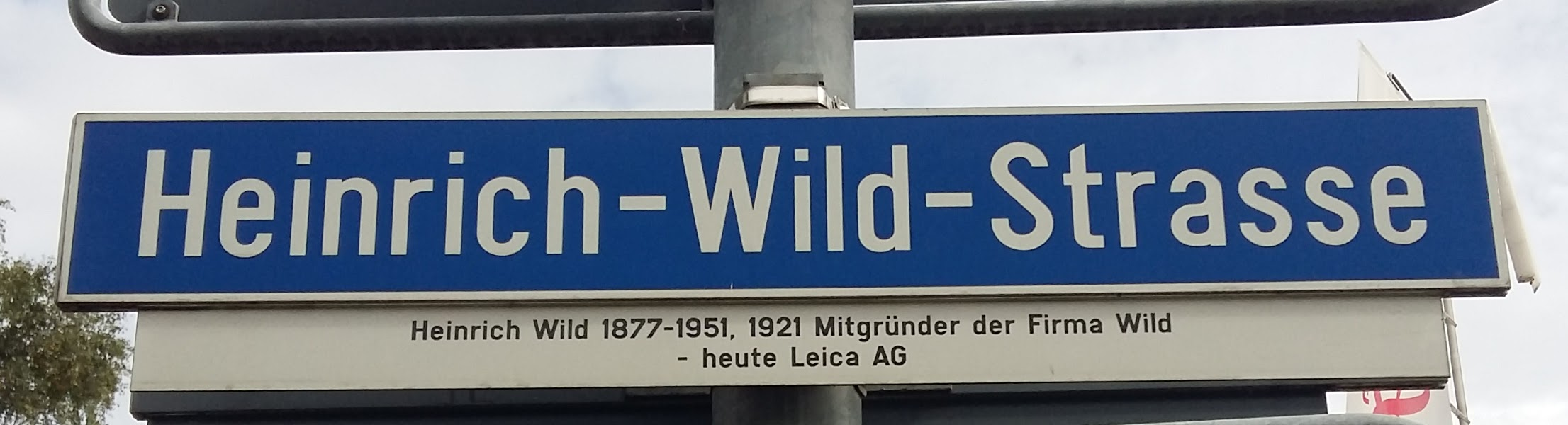
Heinrich-Wild-Strasse Heerbrugg

Wild betätigte sich hauptsächlich auf den Gebieten der Optik, der Mechanik, der Vermessung und der Photogrammetrie. Er war sicherlich die Person, die in der ersten Hälfte des 20. Jahrhunderts die Entwicklung der Vermessung und deren Instrumente am meisten beeinflusste und damit wesentlich zur Entwicklung der modernen Vermessungsinstrumente beitrug. Durch die Gründung der Heinrich Wild, Werkstätte für Feinmechanik und Optik leitete er 1921 außerdem die erfolgreiche Entwicklung der Firmengeschichte von Leica ein.